# Architectus

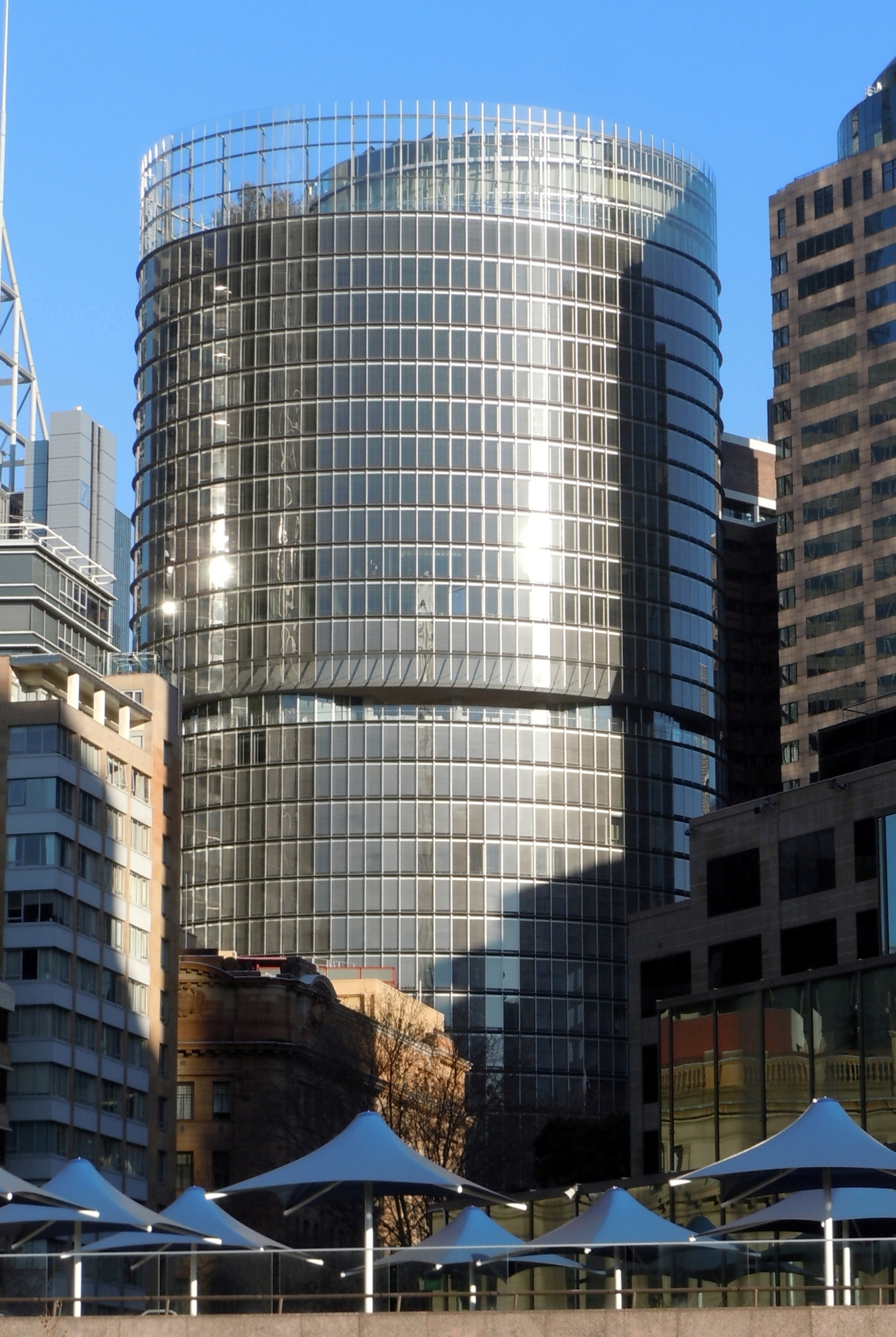
1 Bligh Street

Architectus es una empresa de arquitectura con sede en Australia, Nueva Zelanda y China y está presente en algunas de las ciudades más importantes de estos países: Auckland, Brisbane, Christchurch, Melbourne, Sídney y Shanghái. La empresa trabaja sobre proyectos muy variados y en todas las fases de su construcción. Desde comercios, servicios educativos, hospitales, transporte, industria, licitaciones, edificaciones públicas, diseño residencial, urbano o planeamiento de grandes proyectos e interiorismo.
La empresa, fundada en 1997, reúne a más de 250 arquitectos, interioristas y diseñadores y planificadores urbanos. Con una actividad incesante en Australia y Nueva Zelanda, Architectus es un estudio especializado en todos los sectores de la industria, en proyectos de menor a mayor escala.

## Historia

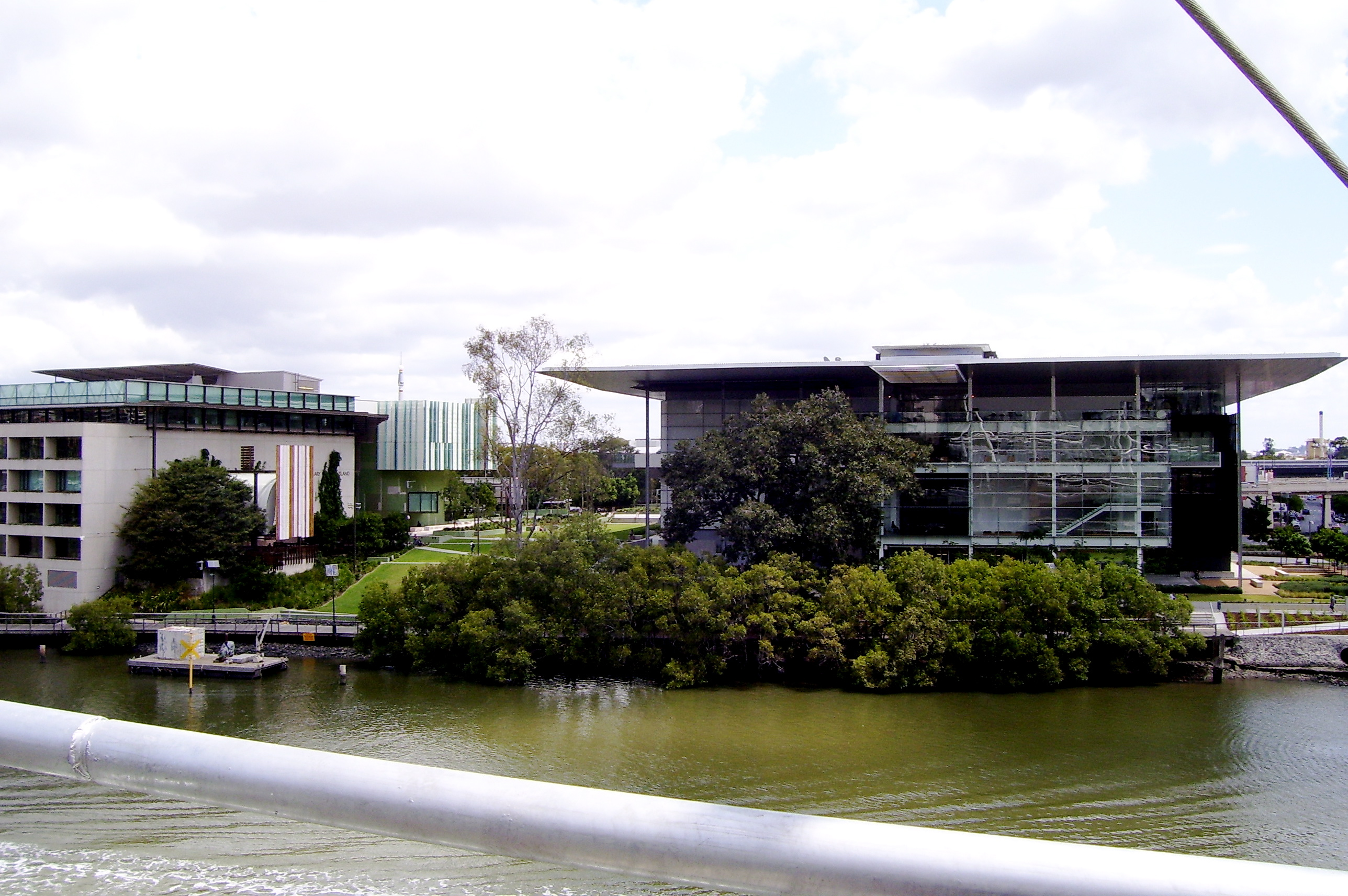
Galería de Arte Moderno de Queensland (derecha), sobre un proyecto de Architectus. A la izquierda, la Biblioteca Estatal de Queensland, en su capital, Brisbane, vista desde el puente Kurilpa.

La historia de Architectus es una historia de éxitos. En apenas 20 años ha levantado más de 100 proyectos de importancia, con otros tantos premios de los Gobiernos de Australia y Nueva Zelanda. La empresa nació de la suma de varios socios, entre los que destacan Patrick Clifford, John Hockings, Elizabeth Watson Brown, John Grealy y James Jones, directores de proyectos y de equipos humanos que han sabido apostar por diseños de alto nivel y calidad, partiendo de principios básicos de grupo como son la sostenibilidad medioambiental, los materiales nobles, el espacio abierto como protagonista del diseño.
En 2006 se inauguró en Queensland el museo de arte moderno, una de sus obras más importantes. En la imagen, podemos apreciar la entrada del edificio, con una amplitud importante y en un ambiente eminentemente urbano, aunque convive con arboledas y cauces de agua.

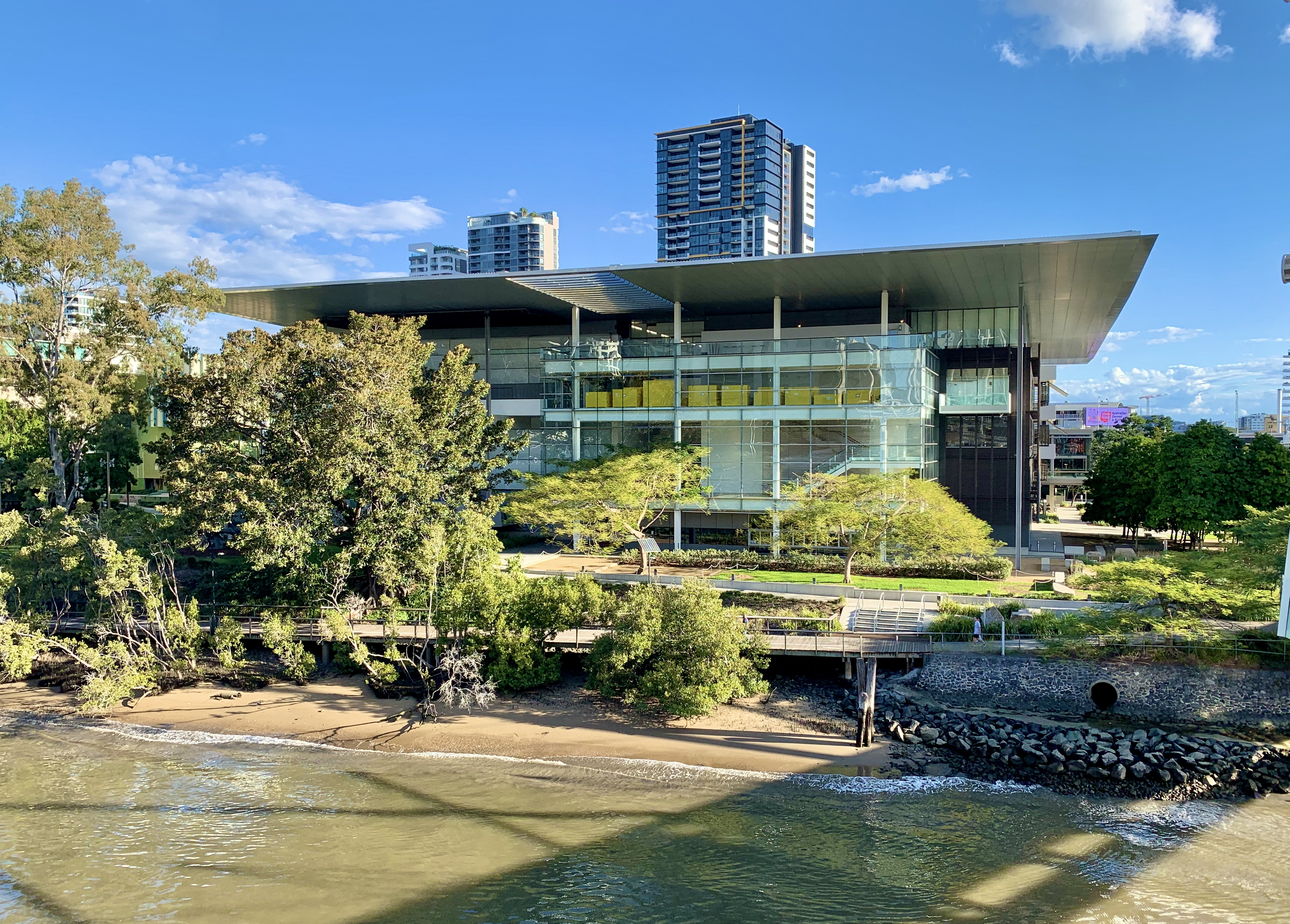
Galería de Arte Moderno de Queensland (2006), desde el puente Kurilpa.

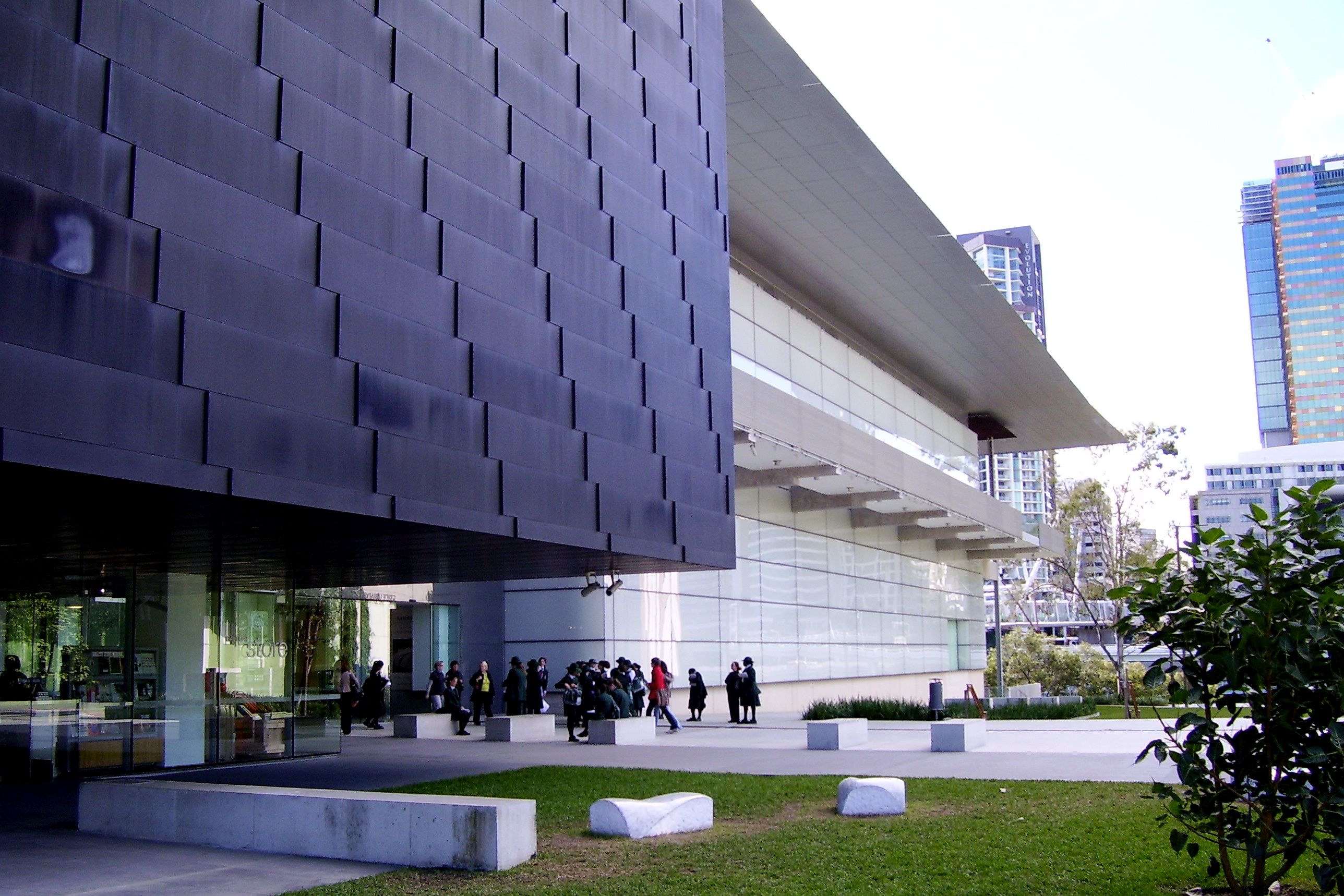
Entrada de la Galería de Arte Moderno de Queensland.

### Colaboraciones

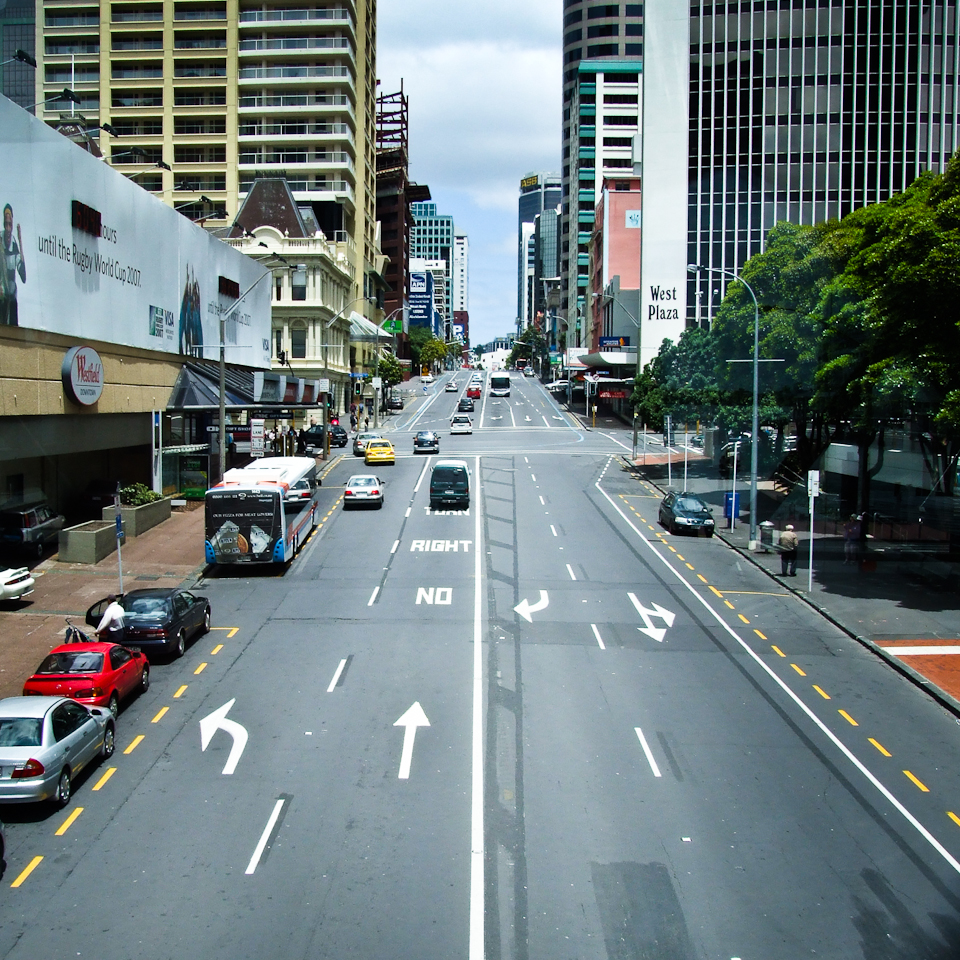
Una de las torres más famosas de la firma Architectus se construyó en la calle Albert Street de Auckland. Con 14 plantas y 55 m de altura, el edificio, que hace esquina con St. Patrick's Square, busca una urbe habitable.

Architectus ha colaborado en múltiples proyectos con algunos importantes profesionales y empresas internacionales, como el premio Pritzker Christian de Portzamparc, Ingenhoven Architects, WOHA, SOM, HDR Daubney Rice, Stantec y Kengo Kuma.

## Proyectos destacados
Australia
- St Michael's Grammar School Commons Building, St Kilda (2016).[5]
- 100 Mount Street, Sídney, (2015)
- 169 Macquarie Street, Parramatta, (2015)
- Gold Coast Rapid Transit, Gold Coast, Queensland, (2014)
- Queen Elizabeth II Courts of Law, Brisbane, (2012)
- 200 George Street, Sídney, (2012)
- 1 Bligh Street, Sídney, (2011)
- Aeropuerto Internacional Tullamarine, Terminal Expansion, Melbourne, (2011)
- Universidad de Queensland,  Fitness & Aquatic Centre, Gatton, Queensland, (2011)
- Universidad de Queensland, School of Veterinary Science, Gatton, Queensland, (2010)
- Australian National University Laurus Wing Student Housing, Canberra, (2010)
- Wesley House, Brisbane, (2009)
- Galería de Arte Moderno de Queensland, Brisbane, (2006)
- University of the Sunshine Coast, Chancellery building, Sunshine Coast, Queensland, (2006)
- Australian Synchrotron, Clayton, Victoria, (2007)
- Victoria Channel Authority Commercial Shipping Control Tower and Management Centre, Puerto de Melbourne, (1997)

 Nueva Zelanda 
- New Lynn Transit Oriented Development, Auckland, (2010)
- Saint Kentigern School Jubilee Sports Centre, Auckland, (2009)
- Universidad de Auckland Ray Meyer Research Centre, Auckland, (2009)
- Auckland Grammar School, Sports Complex – Gymnasium, Auckland, (2006)
- Universidad de Auckland Population Health Complex, Auckland, (2004)
- Estadio AMI, Christchurch, (2002)

 China 
- Ma'anshan City Administration Centre and Cultural Precinct, (2010)

## Reconocimientos
- Premio Nacional de Arquitectura de Australia 2013, junto al arquitecto Guymer Bailey, en la categoría de Edificios Públicos, por su diseño del Tribunal de Justicia de Brisbane.[6]